# برج سلافه
برج سلافه (انگلیسی: Sulafa Tower) ساختمان مسکونی ۷۶ طبقه مستقر در شهر دبی است، که در سال ۲۰۱۰ احداث گردید.